# Campionato europeo femminile under 19 di calcio 2016
Il Campionato europeo femminile under 19 di calcio 2016 è stato la 19ª edizione del torneo organizzato dalla UEFA e riservato alle formazioni nazionali composte di atlete nate dopo il 1º gennaio 1997. La fase finale si è disputata in Slovacchia dal 19 al 31 luglio 2016. La Svezia era la nazionale campione in carica, ma è stata eliminata nel corso della seconda fase delle qualificazioni. La Francia ha vinto la competizione, sconfiggendo in finale la Spagna per 2-1.

## Struttura del torneo
Al torneo partecipano otto squadre, tra cui la Slovacchia in qualità di paese ospitante. Il torneo si suddivide in due fasi:
- Fase a gironi. Le otto squadre sono suddivise per sorteggio in due gironi. Superano il turno le prime due classificate.
- Fase a eliminazione diretta. Le quattro squadre qualificate si sfidano in semifinale in gara unica e le vincenti accedono alla finale per l'assegnazione del titolo.

## Qualificazioni
Le qualificazioni prevedono due fasi. Nella prima, in programma tra il 15 e il 20 settembre 2015, 44 squadre sono state divise in 11 gironi da quattro squadre ciascuno. Le prime due classificate di ciascun girone si sono qualificate per la seconda fase (torneo Elite), a cui sono state ammesse direttamente la due nazionali con il miglior ranking UEFA, Inghilterra e Spagna. Nella seconda fase (torneo Elite) le 24 squadre sono state divise in sei gironi da quattro squadre ciascuno. Le vincitrici di ciasciun girone e la migliore seconda accedono alla fase finale.

## Squadre partecipanti
| Squadra     | Partecipante in quanto                                         | Ultima presenza |
| Slovacchia  | Rappresentativa della nazione organizzatrice della fase finale | debutto         |
| Germania    | Vincitrice Fase élite, Gruppo 1                                | Israele 2015    |
| Austria     | Vincitrice Fase élite, Gruppo 2                                | debutto         |
| Paesi Bassi | Vincitrice Fase élite, Gruppo 3                                | Norvegia 2014   |
| Spagna      | Vincitrice Fase élite, Gruppo 4                                | Israele 2015    |
| Francia     | Vincitrice Fase élite, Gruppo 5                                | Israele 2015    |
| Svizzera    | Vincitrice Fase élite, Gruppo 6                                | Italia 2011     |
| Norvegia    | Migliore 2ª Fase élite                                         | Israele 2015    |

## Fase a gironi
Si qualificano alla fase ad eliminazione diretta le prime due classificate di ciascuno dei due gruppi.
In caso di parità di punti tra due o più squadre di uno stesso gruppo, le posizioni in classifica verranno determinate prendendo in considerazione, nell'ordine, i seguenti criteri:
1. maggiore numero di punti negli scontri diretti tra le squadre interessate (classifica avulsa);
2. migliore differenza reti negli scontri diretti tra le squadre interessate (classifica avulsa);
3. maggiore numero di reti segnate negli scontri diretti tra le squadre interessate (classifica avulsa);
4. se, dopo aver applicato i criteri dall'1 al 3, ci sono squadre ancora in parità di punti, i criteri dall'1 al 3 si riapplicano alle sole squadre in questione. Se continua a persistere la parità, si procede con i criteri dal 5 al 9;
5. migliore differenza reti;
6. maggiore numero di reti segnate;
7. calci di rigore se le due squadre sono a parità di punti al termine dell'ultima giornata;
8. classifica del fair play;
9. sorteggio.

### Gruppo A
| Pos. | Squadra     | Pt | G | V | N | P | GF | GS | DR  |
| ---- | ----------- | -- | - | - | - | - | -- | -- | --- |
| 1.   | Francia     | 6  | 3 | 2 | 0 | 1 | 8  | 2  | +6  |
| 2.   | Paesi Bassi | 6  | 3 | 2 | 0 | 1 | 8  | 2  | +6  |
| 3.   | Norvegia    | 4  | 3 | 1 | 1 | 1 | 1  | 1  | 0   |
| 4.   | Slovacchia  | 1  | 3 | 0 | 1 | 2 | 0  | 12 | -12 |

Fonte: Sito UEFA
| Arbitro: | Ivana Martinčić |

|  |           |                                                                              |
|  | Marcatori | 23’ (rig.) Folkertsma 37’, 57’, 74’ Roord 40’ (aut.) Deszathová 69’ Hendriks |

| Arbitro: | Eszter Urbán |

|  |           |               |
|  | Marcatori | 36’ Jørgensen |

| Arbitro: | Lois Otte |

|                |           |  |
| Folkertsma 56’ | Marcatori |  |

| Arbitro: | Ivana Projkovska |

|  |           |                                                             |
|  | Marcatori | 49’, 53’, 68’ Katoto 51’ Matéo 65’ Morroni 90’ D. Cascarino |

| Zlaté Moravce 25 luglio 2016, ore 17:00 CEST | Norvegia       | 0 – 0 abbandonata referto | Slovacchia | Štadión FC ViOn\| Arbitro: \| Linn Andersson \| |
| Arbitro:                                     | Linn Andersson |                           |            |                                                 |

| Arbitro: | Tania Fernandes Morais |

|           |           |                              |
| Roord 60’ | Marcatori | 18’ Katoto 24’ (rig.) Geyoro |

### Gruppo B
| Pos. | Squadra  | Pt | G | V | N | P | GF | GS | DR  |
| ---- | -------- | -- | - | - | - | - | -- | -- | --- |
| 1.   | Spagna   | 9  | 3 | 3 | 0 | 0 | 10 | 0  | +10 |
| 2.   | Svizzera | 6  | 3 | 2 | 0 | 1 | 8  | 7  | +1  |
| 3.   | Germania | 3  | 3 | 1 | 0 | 2 | 5  | 6  | -1  |
| 4.   | Austria  | 0  | 3 | 0 | 0 | 3 | 1  | 11 | -10 |

Fonte: Sito UEFA
| Arbitro: | Linn Andersson |

|               |           |  |
| N. García 62’ | Marcatori |  |

| Arbitro: | Lois Otte |

|  |           |                                        |
|  | Marcatori | 19’, 88’ Zehnder 60’ Mégroz 77’ Jenzer |

| Arbitro: | Tania Fernandes Morais |

|                                                  |           |  |
| Sánchez 5’, 29’ L. García 69’ Bonmatí 83’ (rig.) | Marcatori |  |

| Arbitro: | Ivana Martinčić |

|                         |           |                                         |
| Sanders 3’ Freigang 70’ | Marcatori | 6’ Mégroz 64’, 72’ Surdez 90+1’ Zehnder |

| Arbitro: | Ivana Projkovska |

|  |           |                                                     |
|  | Marcatori | 15’, 47’ N. García 36’ Hernández 52’, 74’ L. García |

| Arbitro: | Eszter Urbán |

|                                      |           |           |
| Ehegötz 43’ Freigang 58’ Sanders 73’ | Marcatori | 84’ Feric |

## Fase a eliminazione diretta

### Tabellone
|  | Semifinali | Semifinali  | Semifinali |        |    | Finale  | Finale | Finale |  |
|  |            |             |            |        |    |         |        |        |  |
|  | A1         | Francia     | 3          |        |    |         |        |        |  |
|  | A1         | Francia     | 3          |        |    |         |        |        |  |
|  | B2         | Svizzera    | 1          |        |    |         |        |        |  |
|  | B2         | Svizzera    | 1          |        | A1 | Francia | 2      |        |  |
|  |            |             |            |        | A1 | Francia | 2      |        |  |
|  |            |             | B1         | Spagna | 1  |         |        |        |  |
|  | B1         | Spagna      | B1         | Spagna | 1  | 4       |        |        |  |
|  | B1         | Spagna      |            |        |    |         |        |        |  |
|  | A2         | Paesi Bassi | 3          |        |    |         |        |        |  |

### Semifinali
| Arbitro: | Lois Otte |

|                           |           |              |
| Matéo 46’, 54’ Katoto 50’ | Marcatori | 44’ Reuteler |

| Arbitro: | Linn Andersson |

|                                     |           |                                     |
| Hernández 25’, 68’, 81’ Cazalla 73’ | Marcatori | 22’ Admiraal 59’ Roord 84’ Hendriks |

### Finale
| Arbitro: | Eszter Urbán |

|                       |           |            |
| Geyoro 36’ Katoto 66’ | Marcatori | 84’ García |

## Statistiche

### Classifica marcatrici
6 reti
- Marie-Antoinette Katoto

5 reti
- Jill Roord

4 reti
- Lucía García
- Sandra Hernández

3 reti
- Clara Matéo

- Nahikari García

- Cinzia Zehnder

2 reti
- Laura Freigang
- Stefanie Sanders
- Sisca Folkertsma

- Grace Geyoro
- Michelle Hendriks
- Andrea Falcón

- Naomi Mégroz
- Camille Surdez

1 rete
- Ivana Feric
- Delphine Cascarino
- Perle Morroni
- Nina Ehegötz

- Suzanne Admiraal
- Katrine W. Jørgensen
- Aitana Bonmatí

- Marta Cazalla
- Lara Jenzer
- Géraldine Reuteler

1 autorete
- Stephanie Deszathová (pro Paesi Bassi)